# シシンラン群落
シシンラン群落（シシンランぐんらく）は、奈良県吉野郡上北山村小橡（ことち）に鎮座する水分（みくまり）神社の境内に生育する、国の天然記念物に指定されたシシンランの群落である。
シシンラン（石吊蘭、石弔蘭、紫眞蘭、学名：Lysionotus pauciflorus Maxim.）は、イワタバコ科シシンラン属（Lysionotus D.Don. ）の暖地性の常緑着生植物で、和名にラン（蘭）の文字が冠されているがラン科の植物ではない。生育地が極端に限られた植物で、環境省のレッドリストでは「絶滅の危険が増大している種」に定義される絶滅危惧Ⅱ類（VU）に分類されている。
他の大きな樹木の幹や岩壁などに着生して生育する小低木で、本記事で解説する水分神社境内の指定地では、ブナ科コナラ属の常緑広葉樹ツクバネガシ（衝羽根樫）の老木の上幹に、群落状になって着生していたが、度重なる盗採により、今日の株数は極わずかである。近縁種を含めたシシンラン属は主に中国華南から台湾に分布し、日本国内では沖縄、九州、四国、本州中部以南の暖かい山林中に疎らに生育し、当地の群落は発見された当時、分布の北限に当たるとされ、保存要目第5「著しき植物の分布の境界を示せる所」として、1932年（昭和7年）4月19日に国の天然記念物に指定された。また、文化庁が認定した日本の文化遺産保護制度の、日本遺産「〜美林連なる造林発祥の地"吉野"〜」の構成文化財のひとつにも登録されている。

## 解説

### 前鬼牛抱坂の旧指定地
本記事で解説するシシンラン群落は奈良県吉野郡上北山村の水分神社の境内に所在する。上北山村は新宮川（熊野川）水系の支流である北山川の最上流部に位置しており、シシンラン群落のある水分神社は北山川の支流、小橡（ことち）川右岸にある。当地のシシンラン群落（水分神社境内のツクバネガシに着生）が国の天然記念物に指定されたのは1932年（昭和7年）であるが、その経緯は少し変わっており、水分神社における指定日時よりも約4年早い1928年（昭和3年）2月9日に、近隣の前鬼（ぜんき）地区の山中で発見された別のシシンランの自生地が「紫眞蘭自生北限地」の名称で国の天然記念物に指定されていた。
指定に先立ち現地調査を行ったのは植物学者の白井光太郎で、白井は1921年（大正10年）の9月に、奈良県南部の大峰山脈の縦走踏査による調査を行い、その調査結果により「仏経嶽原始林」や「オオヤマレンゲ自生地」が国の天然記念物に指定されたが、この時の調査で同時に指定されたのが「紫眞蘭自生北限地」であった。
この紫眞蘭（シシンラン）の指定地は、前鬼・後鬼の伝承でも知られる同郡下北山村北西にある前鬼地区の奥深い山中にあり、水分神社の指定地から南西へ直線距離で約9キロメートルの地点、北山川支流の前鬼川右岸の険しい山腹斜面に位置している。調査を行った白井によれば、前鬼へ通じる牛抱坂と呼ばれる急坂を登る左手側に、シシンランの着生するツクバネガシの巨大な老木があり、シシンランだけでなくノキシノブ、イワヤナギシダ、マメヅタといった着生シダ植物や、ムギラン、マメヅタランなどの着生ランが多数生育しており、坂道の両側にも同じような着生植物が付着する樹木が多数繁茂していた。
調査から4年以上経過した1926年（大正15年）7月、白井は内務省の発行する『天然紀念物調査報告 植物之部 第五輯』において「前鬼牛抱坂に於けるシシンラン其他菌類羊歯類植物の蕃殖附着せる櫧林」と題し報告し、これら着生植物の中でシシンランは、台湾や九州、四国などの暖帯で知られていたものの、それまで本州での自生は確認されておらず、当地にシシンランが多数生育することは珍しく、かつ本種の自生北限として保存する価値のあるものと指摘し、前述したシシンランの多数着生したツクバネガシの老木を起点とした坂道の、上下に100間（約182メートル）ずつ、左側へ200間（約364メートル）の区域を天然記念物に指定するよう進言した。
報告書にある所在地地番は、
- 奈良県吉野郡下北山村大字前鬼字西ノ谷第221番地甲　山林台帳面積93町歩の丙[20]。
- 同所字千代道第218番地乙　山林台帳面積2町歩の丙[20]。

この山林は民有地であるが、当時の報告書に記載された所有者は、当地から遥か遠く離れた千葉県海上郡銚子町（現、銚子市）の山口文右衛門である。
こうして前鬼牛抱坂のシシンラン自生地は1928年（昭和3年）2月9日に「紫眞蘭自生北限地」の名称で国の天然記念物に指定されたが、その後、指定地一帯が山火事の被害に遭い、当地でのシシンランは絶滅したため天然記念物の指定が解除された。しかし、国土地理院が発行する1/25000地形図（釈迦ヶ岳・図幅）には、指定解除されたはずの前鬼牛抱坂の旧指定地の位置（北緯34度5分12.7秒、東経135度57分3.6秒）に「シシンラン群落」の文字と文化財保護法に基づく史跡・名勝・天然記念物を表す地図記号「⛬」表示が地形図上に残っている（指定解除された旧「紫眞蘭自生北限地」の位置/地図）。

### 水分神社の現指定地

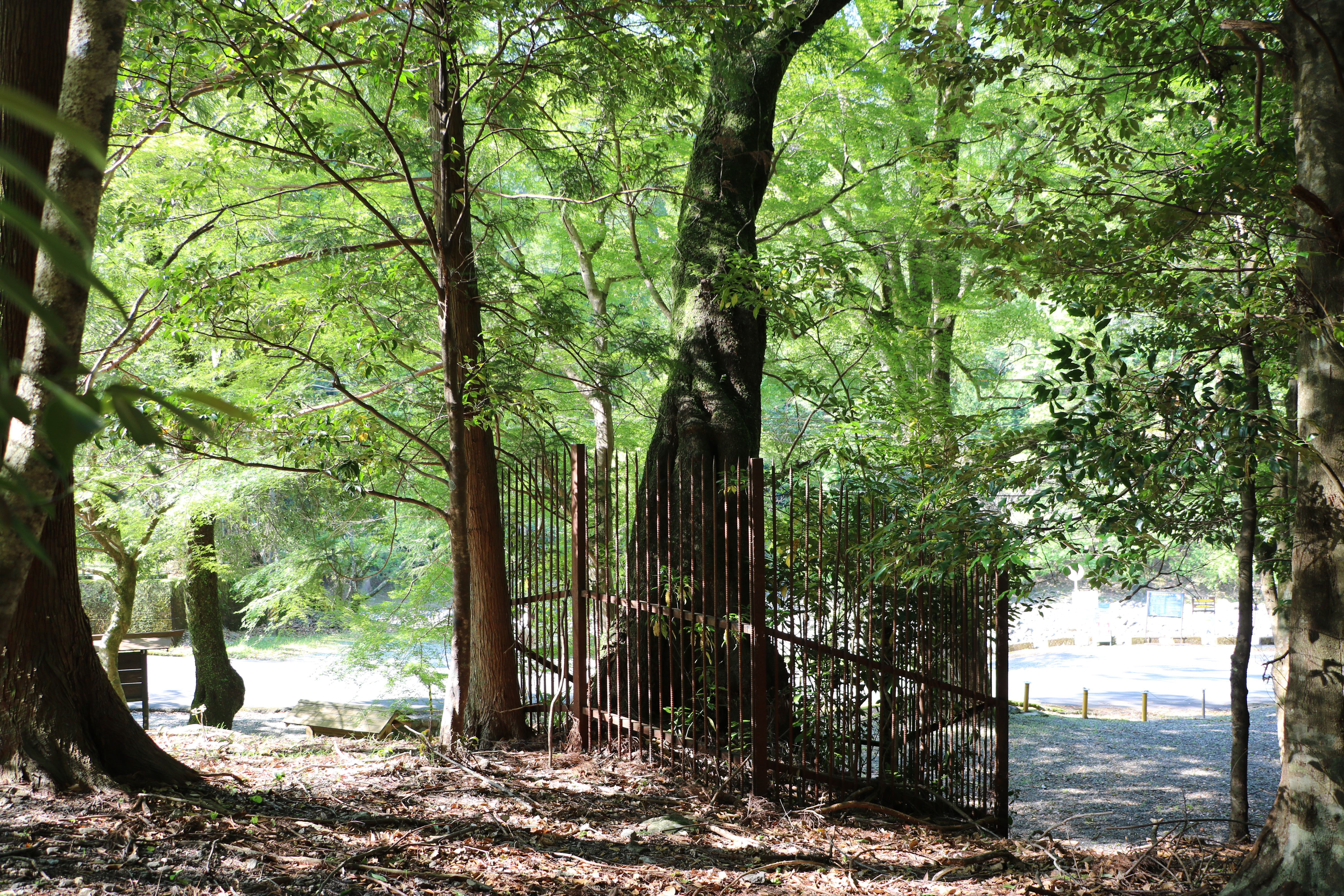
シシンラン群落。南側のツクバネガシ個体。この樹上にシシンランが着生する。2023年5月11日撮影。

前鬼牛抱坂のシシンラン自生地が山火事により指定解除された後、北東に隣接する上北山村小橡地区にある水分神社境内で、ツクバネガシの老樹に着生するシシンランの大群落が発見され、1932年（昭和7年）4月19日に国の天然記念物に指定された。
小橡地区の水分神社は北山川水系の一支流で、大台ケ原山の西側に源流を持つ小橡川の河畔の小高い場所に鎮座しており、標高約350メートルに位置しているが、北側背後にそびえる辻堂山（標高1,308メートル）から連なる尾根筋の山塊が冬季の北西風を遮るため、山深い場所の割に温暖な気候であり、かつ降水量も多いため湿潤な環境が維持され、社叢林内の植生は常に潤い着生植物が豊富に繁茂している。
シシンランの着生するツクバネガシの老樹は、水分神社社殿の西側、一段高くなった丘上に生育しており、万葉植物や奈良県内の植物に関する生態学的研究で知られる植物学者の小清水卓二が1942年（昭和17年）に記した『大和の名勝と天然記念物』によれば、当時このツクバネガシは樹幹に青ゴケが一面に付着し、目通り幹囲2.5メートル、樹高約8メートル、シシンランは地上2メートル前後の位置から徐々に着生して、地上高3メートルの位置から一気に増加して群落を形成していた。最も顕著に着生する群落はこの老木樹上に3か所あって、夥しい数のシシンランが着生し、その下部にはサジラン、イワヤナギシダ、ビロードシダ、マメヅタなど、多種多様なウラボシ科の着生植物が混生し、極めて良好に発育していたという。

### 盗採被害と防護柵の設置

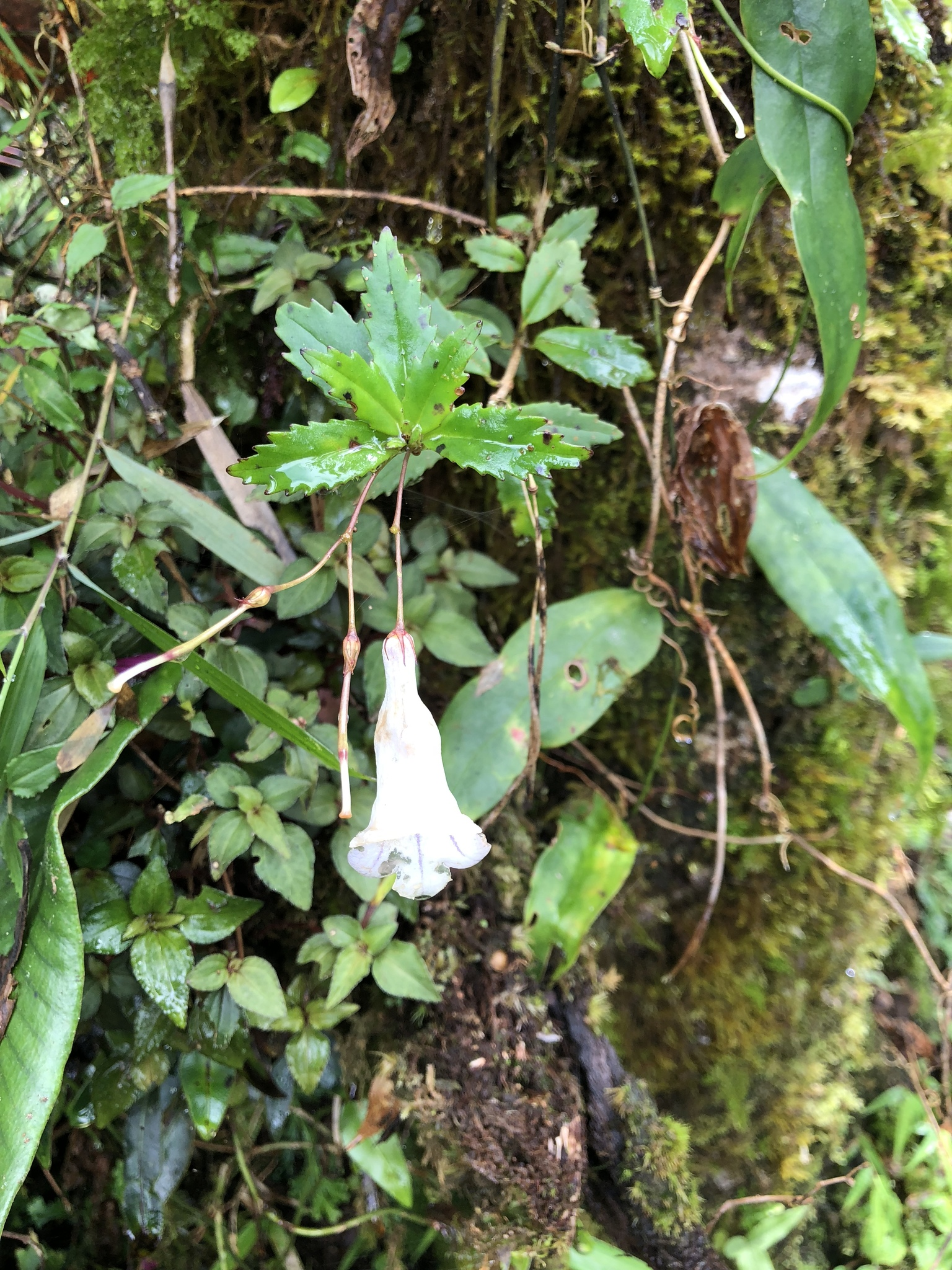
台湾中部の山中で撮影された、タイワンシシンランの開花個体。2018年9月9日撮影。

シシンランは7月から8月頃に肉厚な葉の葉腋に、短い柄を持つ筒状の可憐な花を咲かせる。この花は長さ3センチメートルほどの筒状をした淡紅色の花で、花筒部が発達して花冠の先端部が5つに裂け唇状になる。山野草愛好家の間では古くから人気の高い草木のひとつであり、また、同じく国の天然記念物で絶滅危惧種でもある小型のチョウ、ゴイシツバメシジミの幼虫の餌となるのが、シシンランの「花のみ」という極めて限定された食草の制約があるため、シシンランは山野草愛好家ばかりでなく蝶類愛好家からも採取対象のターゲットとなっている。
このためシシンランは天然記念物指定エリア外の各地でも盛んに採集が行われ、そればかりか、ここ水分神社の指定地ですら盗採が後を絶たず、保全保護に務める関係者を長年悩ませている。奈良女子大学植物学教室の菅沼孝之によれば、1983年（昭和58年）11月の時点で、指定地のツクバネガシに着生していたシシンランはわずか2株であった。2株のみとなってしまったのは、一部の蝶マニアによって数年前に盗採されたことが原因であると判明しており、菅沼は「天然記念物と知っての狼藉」と厳しく非難している。その後、1本のツクバネガシの周囲に柵を設け、保護した結果、徐々に回復が進み開花する個体も見られるようになった。

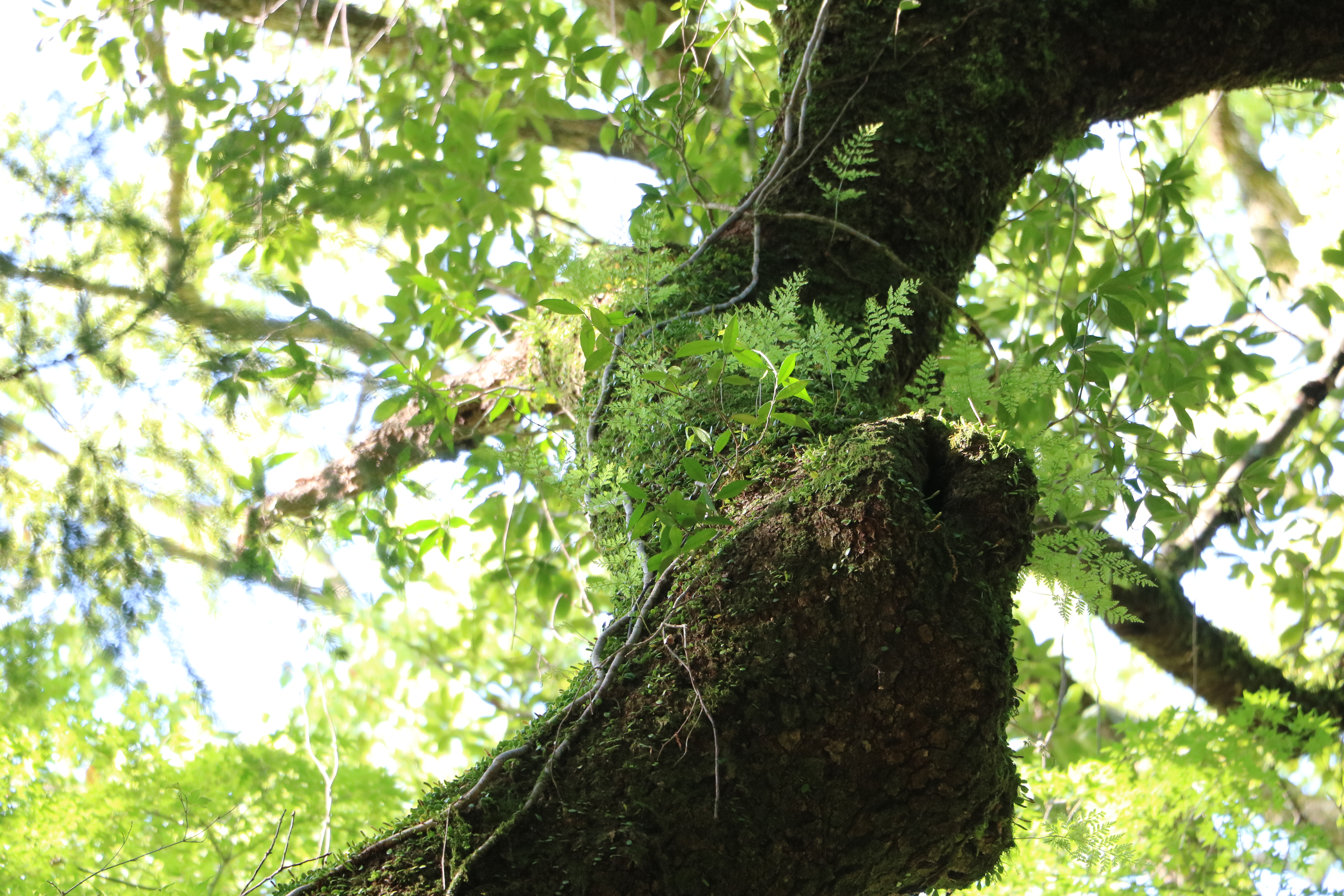
シシンラン以外の多種多様な着生植物も多い。画像は南側のツクバネガシに着生したシノブ。2023年5月11日撮影。

ところが2012年（平成24年）の6月に、ツクバネガシに着生する約10株ものシシンランが盗難されているのが発見された。事の経緯は同年6月11日に指定地を訪れた上北山村役場の職員が、シシンランの着生するツクバネガシの老樹にロープがかかっていることを発見したため急いで警察に通報し、奈良県警の上北山村駐在所職員と村役場職員らで現場へ急行し、役場職員らの聞き取り調査から同年4月13日の時点ではロープは存在しなかったことが確認された。翌6月12・13両日に奈良県庁職員、吉野警察署、村職員による現場検証が行われ、梯子で樹上へ登り確認したところ、地上約10メートル付近で約10株が盗採されており、残存している株は7株であった。国の天然記念物シシンラン群落の指定管理者である上北山村は6月14日付で吉野警察署へ被害届を提出し、報道関係者への発表も行った。
国の天然記念物に対する故意の破壊、窃盗などに対しては、文化財保護法により法令上の刑事罰が設けられており、それに加えて当地での盗採は森林法第197条にも抵触するため、森林法では3年以下の懲役または30万円以下の罰金、文化財保護法第196条では5年以下の懲役もしくは禁錮または30万円以下の罰金が罪状に定められている。
指定地にはシシンランが着生するツクバネガシの老木が2本あり、そのうちの1本には周囲に鉄柵を設けていたが、もう1本にはあえて鉄柵は設けず、天然記念物であることを示す案内板なども設置せず、なるべく目立たないように保護してきたが、被害に遭ったのは鉄柵の無いほうのツクバネガシであった。奈良県と上北山村では今後の対応策を協議し、鉄柵の無い方のツクバネガシの周囲にも防護柵が設置された。また、2016年（平成28年）には日本遺産「〜美林連なる造林発祥の地"吉野"〜」の構成文化財のひとつにも登録されたため、希少な天然記念物であることを周知する解説板が水分神社の境内に設けられた。前述の菅沼は「1株といえどもここにあってこそ価値があるのであるから大切にしたいものである」と盗採しないよう訴えている。

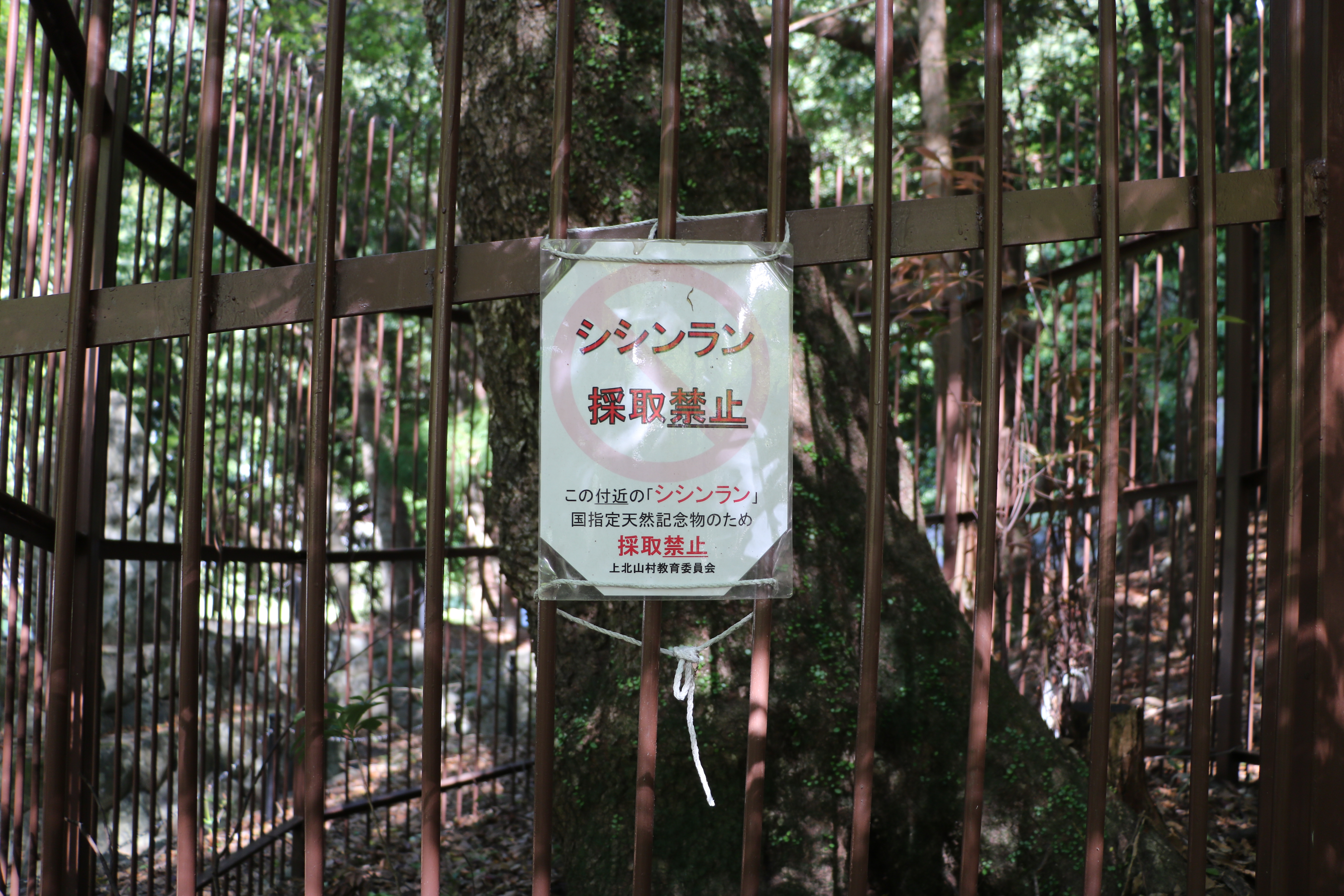
盗採防止のため鉄柵が設置された。
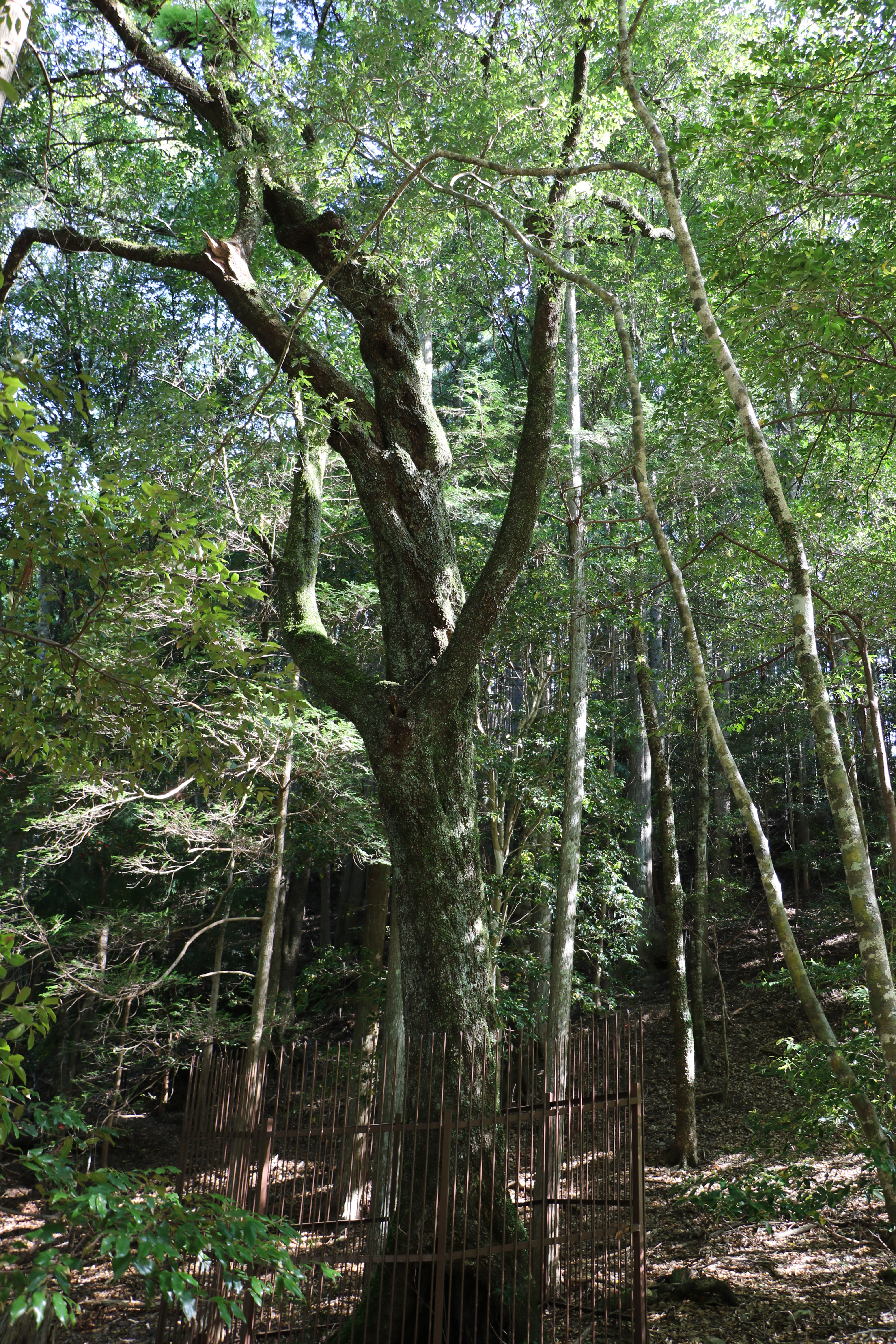
北側のツクバネガシ個体。
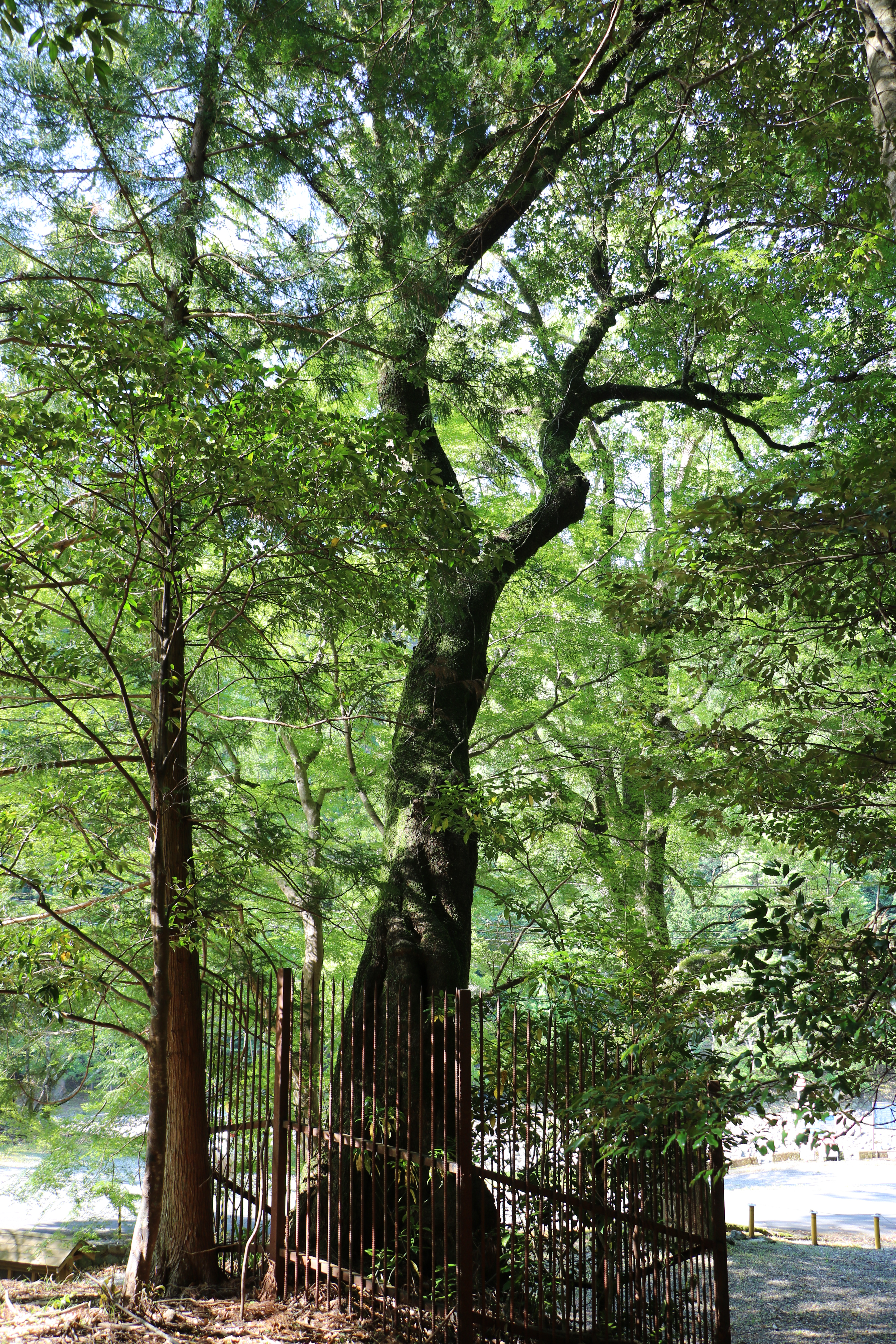
南側のツクバネガシ個体。

## 交通アクセス
所在地
- 奈良県吉野郡上北山村大字小橡。

交通
- 近畿日本鉄道大和上市駅から、奈良交通受託運行 南部地域連携コミュニティバス（R169ゆうゆうバス）下桑原行き約1時間40分 河合バス停下車、徒歩約40分、または車で約10分[32]。
- 最寄りの自動車専用道路出入口。南阪奈道路葛城インターチェンジから車で約2時間30分（約85km）[32]。